# Tina Bøttzau
Tina Nielsen Bøttzau (* 29. August 1971 in Kolding, Dänemark) ist eine ehemalige dänische Handballspielerin.

## Karriere
Bøttzau begann das Handballspielen mit sechs Jahren in Stenderup. Zwischen 1990 und 1995 spielte die Linkshänderin beim dänischen Erstligisten IK Skovbakken. Anschließend unterschrieb sie einen Vertrag beim Ligarivalen GOG. Nach zwei Spielzeiten kehrte die Rückraumspielerin wieder nach Skovbakken zurück, wo sie nach der Saison 2000/01 verletzungsbedingt ihre Karriere beenden musste. Anschließend wurde sie Lehrerin.
Bøttzau bestritt 120 Länderspiele für die dänische Frauen-Handballnationalmannschaft, in denen sie 247 Treffer erzielte. Mit Dänemark gewann sie die Weltmeisterschaft 1997 und die Europameisterschaft 1996. Weiterhin errang sie mit Dänemark bei den Olympischen Spielen 1996 und 2000 jeweils die Goldmedaille.
Bøttzau ist seit April 2024 bei der dänischen Frauennationalmannschaft als Teammanagerin tätig.